# Shelayna Oskan-Clarke
Shelayna Elicia Oskan-Clarke (Londres, 20 de enero de 1990) es una deportista británica que compite en atletismo, especialista en las carreras de mediofondo.
Ganó una medalla de bronce en el Campeonato Mundial de Atletismo en Pista Cubierta de 2018 y dos medallas en el Campeonato Europeo de Atletismo en Pista Cubierta, oro en 2019 y plata en 2017.

## Palmarés internacional
| Campeonato Mundial en Pista Cubierta | Campeonato Mundial en Pista Cubierta | Campeonato Mundial en Pista Cubierta | Campeonato Mundial en Pista Cubierta |
| Año                                  | Lugar                                | Medalla                              | Prueba                               |
| ------------------------------------ | ------------------------------------ | ------------------------------------ | ------------------------------------ |
| 2018                                 | Birmingham (Reino Unido)             | Medalla de bronce                    | 800 m                                |
| Campeonato Europeo en Pista Cubierta |                                      |                                      |                                      |
| Año                                  | Lugar                                | Medalla                              | Prueba                               |
| 2017                                 | Belgrado (Serbia)                    | Medalla de plata                     | 800 m                                |
| 2019                                 | Glasgow (Reino Unido)                | Medalla de oro                       | 800 m                                |